# Giò Ponti
Giovanni Ponti eller Giò Ponti, född 18 november 1891 i Milano, död 16 september 1979 i Milano, var en italiensk arkitekt och formgivare. Ett av hans mest kända verk är Pirellihöghuset.

## Biografi
Ponti föddes och växte upp i Milano och antogs till Politecnico i Milano. Hans studier avbröts av första världskriget, i vilket han tjänstgjorde 1916–1918. Han avlade examen i arkitektur 1921.
Under 1920-talet etablerade Giò Ponti som nyexaminerad arkitekt en studio tillsammans med Emilio Lancia och Mino Fiocchi, och bedrev samtidigt verksamhet som formgivare av porslin som tillverkades av keramikfabriken Richard-Ginori. Porslinet vann pris för bästa internationella designade och moderna industriprodukter. Ponti var mångsysslare och försörjde sig både som arkitekt och möbeldesigner. Husen han ritade inreddes med hans egen framtagna textilier och möblemang. Föremålens design var starkt påverkade av den italienska kulturen och den efter första världskriget utvecklade arkitekturen. Ponti grundade även magasinet Domus.
Giò Ponti stod i nära kontakt med den internationella stilen och många av hans föremål saknar större utsmyckningar. Han lade grunden för en ny, mera avskalad stil med italienska influenser. Han var en av de främsta bland de arkitekter och formgivare som formade 1930-talet och fortsatte ända fram till 1960-talet att rita byggnader. Vid sidan av sitt arbete som arkitekt var han chef för konstcentrumet Monza Biennal där hans föremål genom utställningar visades upp för allmänheten tillsammans med produkter av andra nyskapande designers. 
Ponti är känd i Sverige för Italienska kulturinstitutet som uppfördes 1958 på Gärdet i Stockholm. Byggnaden är modernistisk med en avsmalnande konstruktion. Internationellt har han främst blivit uppmärksammad för det tillsammans med Pier Luigi Nervi ritade Pirellihöghuset i Milano, som uppfördes 1955–1958, och dess hexagonala plan.
Ponti införde en mera avskalad stil med nyskapade former och material som skulle symbolisera naturens styrka och påhittighet. Internationellt införde han en mera moderniserad italiensk stil genom sina föremål med svaga influenser. Han strävade efter att skapa föremål som skulle ha något utöver konstruktionen att berätta. Det finns många dolda budskap i hans verk som ger åskådaren utrymme för egna tolkningar.

## Bilder

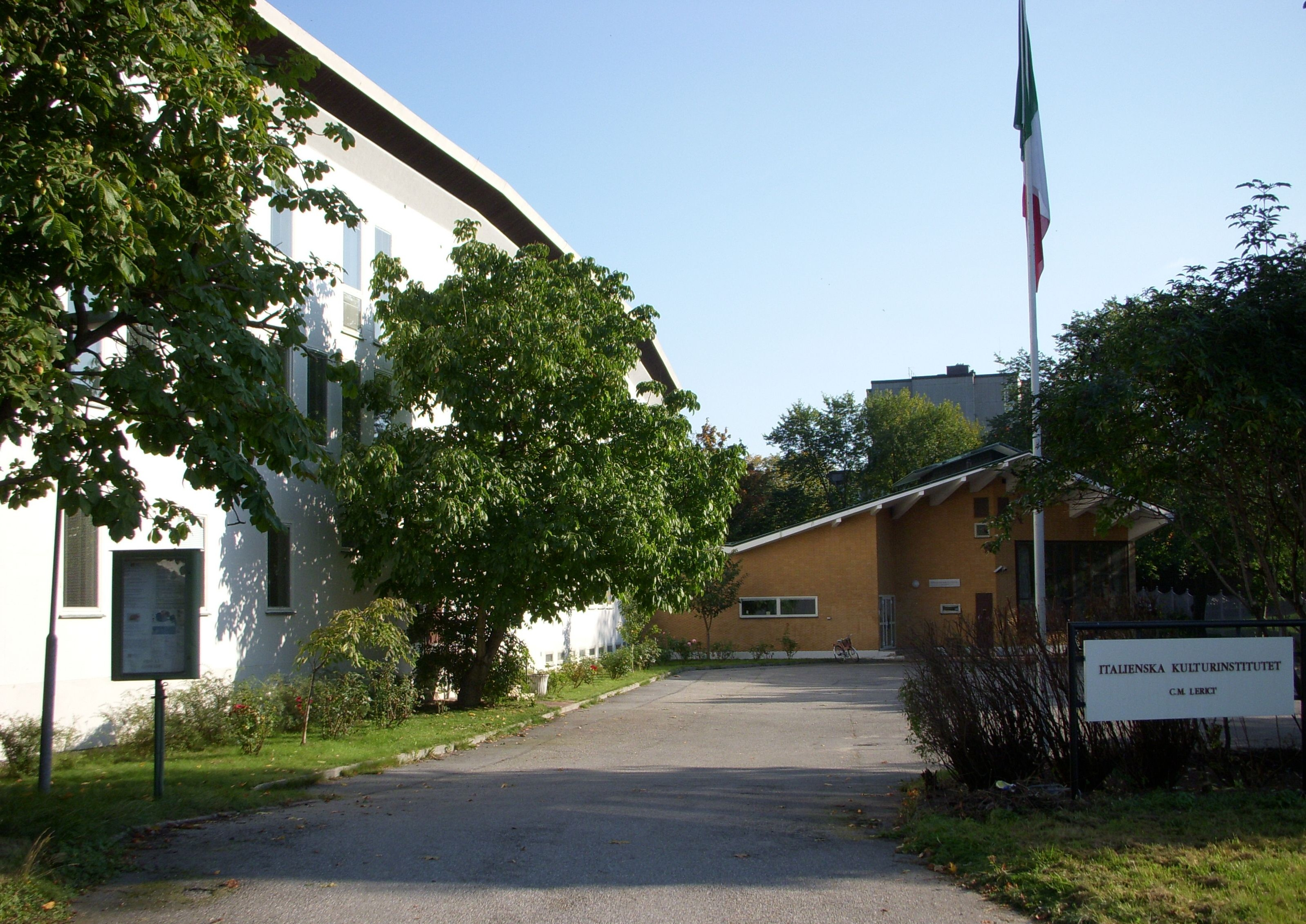
Italienska kulturinstitutet i Stockholm.